# IFPI香港唱片銷量大獎頒獎禮2008
IFPI香港唱片銷量大獎頒獎禮2008是由國際唱片業協會(香港會)（IFPI）舉辦之一香港唱片頒獎典禮，由核數師計算香港地區2008年的唱片銷量，後頒發獎項予最高銷量的唱片。
頒獎典禮於2009年4月11日假電視廣播城舉行。

## 得獎名單[1]

### 十大銷量廣東唱片
- 《劉德華Wonderful World香港演唱會07》 ——劉德華
- 《Everyone is No.1》 ——劉德華
- 《Starlight 容祖兒演唱會08》 ——容祖兒
- 《Love Joey Love Four》 ——容祖兒
- 《郭富城舞林正傳演唱會07/08》 ——郭富城
- 《Goomusic collection 2004-2008》 ——何韻詩
- 《看透鄧麗欣演唱會》 ——鄧麗欣
- 《愛在記憶中找你》 ——林峯
- 《Your Love》 ——林峯
- 《Guitar Fever》 ——古巨基

### 十大銷量國語唱片
- 《桐話妍語》 ——Twins
- 《双面飛輪海》 ——飛輪海
- 《我的電台 FM S.H.E》 ——S.H.E
- 《Show on Cruel Stage Live》 ——羅志祥
- 《舞所不在》 ——羅志祥
- 《哪裡怕》 ——棒棒堂
- 《夢想出發"閃耀小巨蛋"演唱會》 ——棒棒堂
- 《王菀之國語創作專輯》 ——王菀之
- 《神秘嘉賓》 ——林宥嘉
- 《劉德華中國巡迴演唱會‧上海》 ——劉德華

### 最暢銷音樂、電影、電視原聲及精選唱片
- 《Love TV 情歌精選》 ——Various Artists
- 《海角七號電影原聲帶》 ——Various Artists
- 《獅子山下金曲情演唱會》 ——Various Artists
- 《金曲迴響姊妹情演唱會》 ——呂珊、蘇姍、胡美儀
- 《酷愛日韓戀曲》 ——Instrumental

### 最暢銷日、韓語唱片
- 《Single Collection Best Eleven》 ——w-inds.
- 《Seventh Ave》 ——w-inds.

### 十大銷量本地歌手
- 劉德華
- 容祖兒
- 鄧麗欣
- 吳雨霏
- 林峯
- 古巨基
- 郭富城
- 何韻詩
- 泳兒
- 王菀之

### 最暢銷本地女新人
- 胡杏兒
- 鍾嘉欣
- 鄧紫棋

### 最暢銷本地男新人
- 陳偉霆

### 最暢銷本地新人組合
- RubberBand
- Square

### 最高銷量廣東唱片
- 《劉德華Wonderful World香港演唱會07》 ——劉德華

### 最高銷量國語唱片
- 《双面飛輪海》 ——飛輪海

### 全年最高銷量本地女歌手
- 容祖兒

### 全年最高銷量本地男歌手
- 劉德華